# Control (Big Sean)
Control è un singolo promozionale dal rapper statunitense Big Sean, pubblicato il 14 agosto 2013.
Il brano, a cui partecipano anche Kendrick Lamar e Jay Electronica, originariamente avrebbe dovuto essere inserito nel secondo album di Big Sean Hall of Fame, pubblicato nel 2013, ma fu rimosso dalla versione definitiva a causa di problemi con l'autorizzazione per l'uso del campionamento.
Control contiene campionamenti da Where I'm From (1997) di Jay-Z, El Pueblo Unido Jamás Será Vencido (1974) di Quilapayún e Sergio Ortega e Get Bizy (2011) di Terrace Martin. Il brano è celebre soprattutto per la strofa di Kendrick Lamar, considerato come uno dei momenti più importanti dell'hip hop moderno e il maggiore dei fattori che hanno portato alla rivalità hip hop tra Drake e Kendrick Lamar.

## Pubblicazione
La Def Jam Recordings presenta Control alle radio mainstream urban americane il 14 agosto 2013, mentre una pubblicazione alle radio urban contemporary è seguita il 27 agosto. Fa il suo esordio alla posizione numero 11 dei Bubbling Under Hot 100 di Billboard e al numero 43 della Hot R&B/Hip-Hop Songs.

## Controversie
Molti media hanno rivolto la propria attenzione sul verso di Kendrick Lamar, nel quale il rapper dissa undici compagni rapper - J. Cole, Meek Mill, Drake, Big K.R.I.T., Wale, Pusha T, ASAP Rocky, Tyler, the Creator e Mac Miller, oltre agli altri due artisti della traccia, Big Sean e Jay Electronica - rappando:
(Kendrick Lamar, Control)
 Nello stesso verso, egli stesso si proclama come «il re di New York» e «re della Costa». L'account Twitter di Lamar è cresciuto del 510% in followers nella settimana seguente alla pubblicazione del brano, mentre la sua pagina Wikipedia è stata vista oltre 200.000 volte.

## Risposte
La traccia ottiene tante risposte e dissing sotto forma di altre canzoni da diversi rapper noti, molte delle quali intitolate Kendrick Lamar Response o Control Response. Kendrick Lamar rispose alle centinaia di repliche che arrivarono dicendo che le migliori erano quelle di King Los, Joell Ortiz, Joe Budden, Chocolate Drop, la risposta di Kevin Hart e quella di Papoose. Tra i tanti rapper che hanno risposto al verso di Kendrick anche:
- ASAP Ferg[9]
- Big K.R.I.T.[10]
- B.o.B[11]
- Cassidy[12]
- David Stones[13]
- Grafh[14]
- J. Cole[15]
- Joe Budden[8]
- Joell Ortiz[8]
- Joey Bada$$[16]
- Kevin Hart[8]
- King Los[8]
- Lupe Fiasco[14]
- Mac Miller[17]
- The Madd Rapper[18]
- Meek Mill[19]
- Mickey Factz[14]
- Papoose[8]
- Shyne[17]
- Dan Bull
- J Trigga Owon[17]
- Uncle Murda[17]
- Ur Boy Bangs[20]

## Ricezione e impatto
Control riceve recensioni entusiasmanti sia da parte della critica sia da parte dei fan poco dopo la sua pubblicazione. Molti critici e fan hanno elogiato in particolare in verso di Kendrick Lamar. Complex inserisce la traccia alla decima posizione nella sua lista delle 50 migliori canzoni del 2013. Rob Kenned dice «non importa quale verso tu preferisca, è difficile negare che Control entrerà nella storia e non diventerà una pietra miliare dell'hip hop, e facilmente classificabile come una delle più importanti registrazioni del 2013». Rolling Stone posiziona la canzone al tredicesimo posto nella sua lista delle 100 migliori canzoni del 2013, dicendo che «[Kendrick] Lamar si snoda su questa traccia chipmunk-soul e sputa il verso rap dell'anno.» XXL lo nomina come uno dei migliori cinque brani hip hop del 2013. NME classifica la canzone al quarantunesimo posto tra le sue migliori cinquanta dell'anno. Control risulta al numero 73 della lista di Pitchfork tra le 100 migliori canzoni del 2013. Inoltre, secondo Complex, quello di Kendrick è il miglior verso rap del 2013.

## Classifiche

### Classifiche settimanali
| Classifica (2013)        | Posizione massima |
| ------------------------ | ----------------- |
| Stati Uniti              | 101               |
| US Hot R&B/Hip-Hop Songs | 43                |